# Luiz Bueno
Luiz Pereira Bueno (San Paolo, 16 gennaio 1937 – Atibaia, 8 febbraio 2011) è stato un pilota automobilistico brasiliano.

## Risultati in Formula 1
| 1973 | Scuderia | Vettura |  |    |  |  |  |  |  |  |  |  |  |  |  |  |  | Punti | Pos. |
| ---- | -------- | ------- |  | -- |  |  |  |  |  |  |  |  |  |  |  |  |  | ----- | ---- |
| 1973 | Surtees  | TS9B    |  | 12 |  |  |  |  |  |  |  |  |  |  |  |  |  | 0     |      |

| Legenda | 1º posto     | 2º posto | 3º posto    | A punti         | Senza punti/Non class.  | Grassetto – Pole position Corsivo – Giro più veloce |
| Legenda | Squalificato | Ritirato | Non partito | Non qualificato | Solo prove/Terzo pilota | Grassetto – Pole position Corsivo – Giro più veloce |